# Ryyan Alshebl

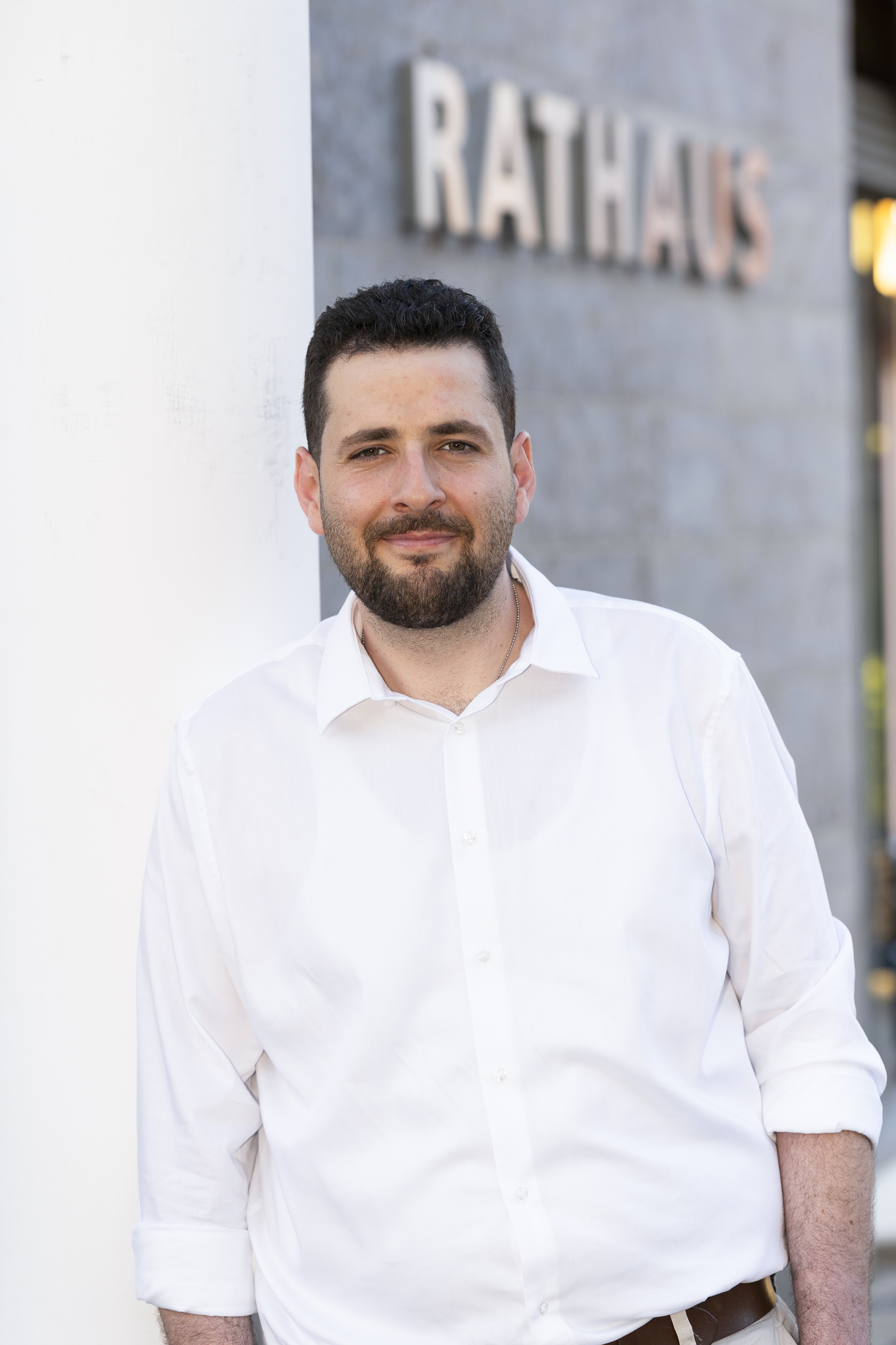
Ryyan Alshebl, 2025

Ryyan Alshebl (arabisch ريّان الشبل; * 9. Januar 1994 in as-Suwaida, Syrien) ist ein syrisch-deutscher Politiker (Bündnis 90/Die Grünen) und seit 26. Juni 2023 Bürgermeister der Gemeinde Ostelsheim in Baden-Württemberg. Er ist der erste Bürgermeister mit syrischen Wurzeln sowohl in Deutschland als auch in Europa und der erste Flüchtling, der innerhalb von acht Jahren nach seiner Flucht das Bürgermeisteramt erreichte. Darüber hinaus ist Alshebl seit Mai 2024 Kreisrat im Kreistag des Landkreises Calw.

## Frühes Leben und Flucht
Ryyan Alshebl wurde in as-Suwaida, Syrien, geboren und wuchs als Mitglied der drusischen Minderheit auf. Früh zeigte er ein ausgeprägtes politisches Engagement. Aufgrund der sich verschärfenden Konflikte im syrischen Bürgerkrieg entschied er sich 2015, das Land zu verlassen, um dem Militärdienst unter dem Regime von Baschar al-Assad zu entkommen. Nach einer gefährlichen Überfahrt über das Mittelmeer kam er nach Deutschland, wo er zunächst in Calw, Baden-Württemberg, Unterkunft fand.

## Ausbildung und berufliche Laufbahn
Nach seiner Ankunft in Deutschland erlernte Alshebl die deutsche Sprache und absolvierte eine duale Ausbildung zum Verwaltungsfachangestellten, die er 2020 erfolgreich abschloss. Im April 2023 trat er als parteiunabhängiger Kandidat für das Amt des Bürgermeisters von Ostelsheim an und wurde gewählt, während er gleichzeitig Mitglied von Bündnis 90/Die Grünen ist.

## Bürgermeister von Ostelsheim
Alshebls Wahl als Bürgermeister erregte sowohl national als auch international Aufmerksamkeit, da er als ehemaliger Flüchtling in einem traditionell konservativen Umfeld eine Führungsposition einnimmt. In dieser Funktion setzt er sich aktiv für Integrationsinitiativen und den sozialen Zusammenhalt innerhalb der Gemeinde ein.

## Politische Ansichten
Ryyan Alshebl befürwortet eine soziale und ökologische Wende in der Politik und plädiert für eine differenzierte Diskussion über Integration. Er betont die Wichtigkeit, die Mitte der Gesellschaft in den politischen Dialog einzubeziehen und gleichzeitig die Bedürfnisse von marginalisierten Gruppen zu berücksichtigen. Zudem spricht er sich für eine zeitliche Befristung von Sozialleistungen aus, um Anreize zur Eigenverantwortung zu schaffen, und zwar nicht nur für Migranten, sondern für alle erwerbsfähigen Personen.

## Persönliches Leben
Obwohl Ryyan Alshebl Mitglied der drusischen Gemeinde ist, betrachtet er sich als unreligiös und betont, dass seine politische Tätigkeit unabhängig von seiner ethnischen oder religiösen Herkunft ist. Er engagiert sich für die Förderung von Integration und Diversität in der Gesellschaft und sieht in seiner politischen Rolle die Möglichkeit, anderen den Zugang zu kommunalen Strukturen zu erleichtern.